# Сентрејлија (Мисури)
Сентрејлија (енгл. Centralia) град је у америчкој савезној држави Мисури.

## Демографија
По попису из 2010. године број становника је 4.027, што је 253 (6,7%) становника више него 2000. године.
| Група             | 2000.         | 2010.         |
| Белци             | 3.649 (96,7%) | 3.848 (95,6%) |
| Афроамериканци    | 43 (1,1%)     | 41 (1,0%)     |
| Азијати           | 3 (0,1%)      | 8 (0,2%)      |
| Хиспаноамериканци | 31 (0,8%)     | 65 (1,6%)     |
| Укупно            | 3.774         | 4.027         |